# Isonokami no Maro
Isonokami no Maro (石上麻呂, [[[640]] - 717] Erro: {{japonês}}: texto da transliteração contém caractere não latino (pos 17) (ajuda), também conhecido como   Mononobe no Ason e Isonokami no Ason), foi um nobre que viveu no final do Período Asuka e início do Período Nara da história do Japão.
Pertenceu ao Clã Mononobe. Era filho de Mononobe no Umaro.

## Carreira
Maro serviu os seguintes imperadores: Tenmu (672 - 686), Imperatriz Jitō (686 - 697), Monmu (697 - 707), Imperatriz Gemmei (707 - 715) e Imperatriz Gensho (715 - 717).
Em 672 durante a guerra Jinshin Maro esteve do lado do príncipe Ōtomo (mais tarde conhecido como Imperador Kobun) e o acompanhou quando este se preparava para cometer Seppuku.
Maro foi perdoado pelo Imperador Tenmu e enviado como emissário para Silla em 676 onde ficou por quatro meses.
Com a reforma do sistema kabane em 684 (Hasshiki no kabane), o kabane do clã Mononobe foi alterada de Muraji para Ason. O nome do clã parece ter sido alterado para Isonokami nesta época (o nome Isonokami é derivado do Santuário Isonokami e da fabrica de armas ligadas a este que eram administradas pelo Clã Mononobe). No funeral do Imperador Tenmu em 686, Maro discursou como um representante do Ministério da Justiça.
Em 689, Maro foi enviado para a Província de Tsukushi (esta antiga província posteriormente se desmembrou nas antigas províncias de Chikuzen e Chikugo)  para entregar os novos diplomas de Kabane aos membros da corte da região.
Maro participou em 690 da cerimônia de entronização da Imperatriz Jitō e em 700, já no reinado do Imperador Monmu, foi nomeado Chūnagon e colocado no comando do Dazaifu (vice-reinado de Kyushu). Em 701, promovido a Dainagon sob o novo Código Taihō.
Mais tarde neste mesmo ano, Tajihi no Shima morreu, e Maro foi com o príncipe Osakabe entregar o presente de condolências do Imperador para a família. O mesmo ocorreu quando o udaijin Abe no Miushi morreu em 703, quando Maro foi novamente o enviado do Imperador.
Em 704, Maro promovido a Udaijin, E em 708, no reinado da Imperatriz Gemmei, promovido ao cargo Sadaijin.
Em 710, a capital do Império foi transferida para Heijō-kyō (atual Nara), e Maro foi colocado no comando da antiga capital Fujiwara.
Maro morreu em 3 de Março de 717 aos 77 anos de idade. A Imperatriz Gensho lamentou profundamente sua perda, enviando o príncipe Nagaya em uma visita de condolências à sua casa. Condolências foram apresentadas por representantes do daijō-kan. O Nihon Shoki registrou que não havia nenhuma pessoa que não lamentasse sua perda.
| Precedido por Tajihi no Shima | 5º Sadaijin (708 - 717) | Sucedido por Príncipe Nagaya    |
| Precedido por Abe no Miushi   | 7º Udaijin (704 - 708)  | Sucedido por Fujiwara no Fuhito |